# NGC 492
NGC 492 is een balkspiraalstelsel in het sterrenbeeld Vissen. Het hemelobject ligt 590 miljoen lichtjaar van de Aarde verwijderd en werd op 6 december 1850 ontdekt door de Ierse astronoom William Parsons.

## Synoniemen
- PGC 4976
- MCG 1-4-38
- ZWG 411.36